# Leichtathletik-Weltmeisterschaften 2017/Teilnehmer (Usbekistan)
| Gelbes Symbol für Goldmedaillen mit stilisierten Olympischen Ringen | Graues Symbol für Silbermedaillen mit stilisierten Olympischen Ringen | Braundes Symbol für Bronzemedaillen mit stilisierten Olympischen Ringen |
| ------------------------------------------------------------------- | --------------------------------------------------------------------- | ----------------------------------------------------------------------- |
| —                                                                   | —                                                                     | —                                                                       |

Von Usbekistan wurden zwei Athletinnen für die Weltmeisterschaften in London nominiert.

## Ergebnisse

### Frauen

#### Laufdisziplinen
| Athletin        | Disziplin | Vorlauf | Vorlauf | Halbfinale | Halbfinale | Finale          | Finale |
| Athletin        | Disziplin | Zeit    | Platz   | Zeit       | Platz      | Zeit            | Platz  |
| --------------- | --------- | ------- | ------- | ---------- | ---------- | --------------- | ------ |
| Sitora Hamidova | 10.000 m  |         |         |            |            | 31:57,42 min NR | 18     |

#### Sprung/Wurf
| Athletin        | Disziplin  | Qualifikation | Qualifikation | Finale             | Finale             |
| Athletin        | Disziplin  | Weite/Höhe    | Platz         | Weite/Höhe         | Platz              |
| --------------- | ---------- | ------------- | ------------- | ------------------ | ------------------ |
| Nadiya Dusanova | Hochsprung | 1,85 m        | 21            | nicht qualifiziert | nicht qualifiziert |